# Orthocladius niveiforceps
Orthocladius niveiforceps är en tvåvingeart som beskrevs av Jean-Jacques Kieffer 1924. Orthocladius niveiforceps ingår i släktet Orthocladius och familjen fjädermyggor.
Artens utbredningsområde är Österrike. Inga underarter finns listade i Catalogue of Life.